# Túró Rudi

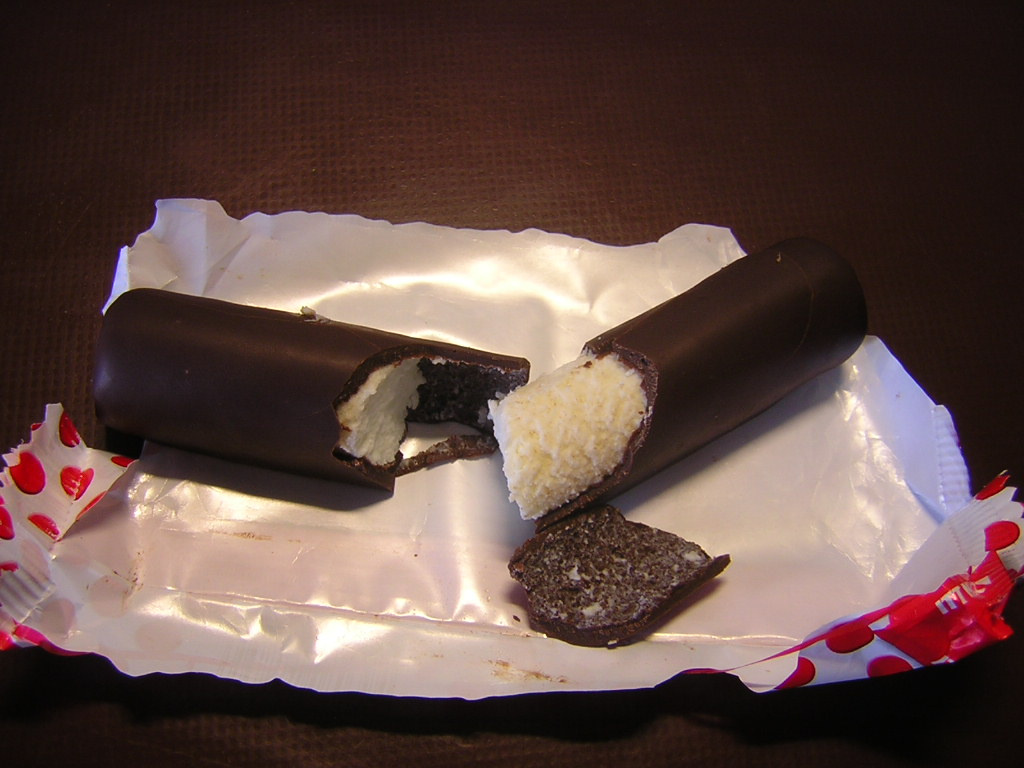
Przełamane Túró Rudi

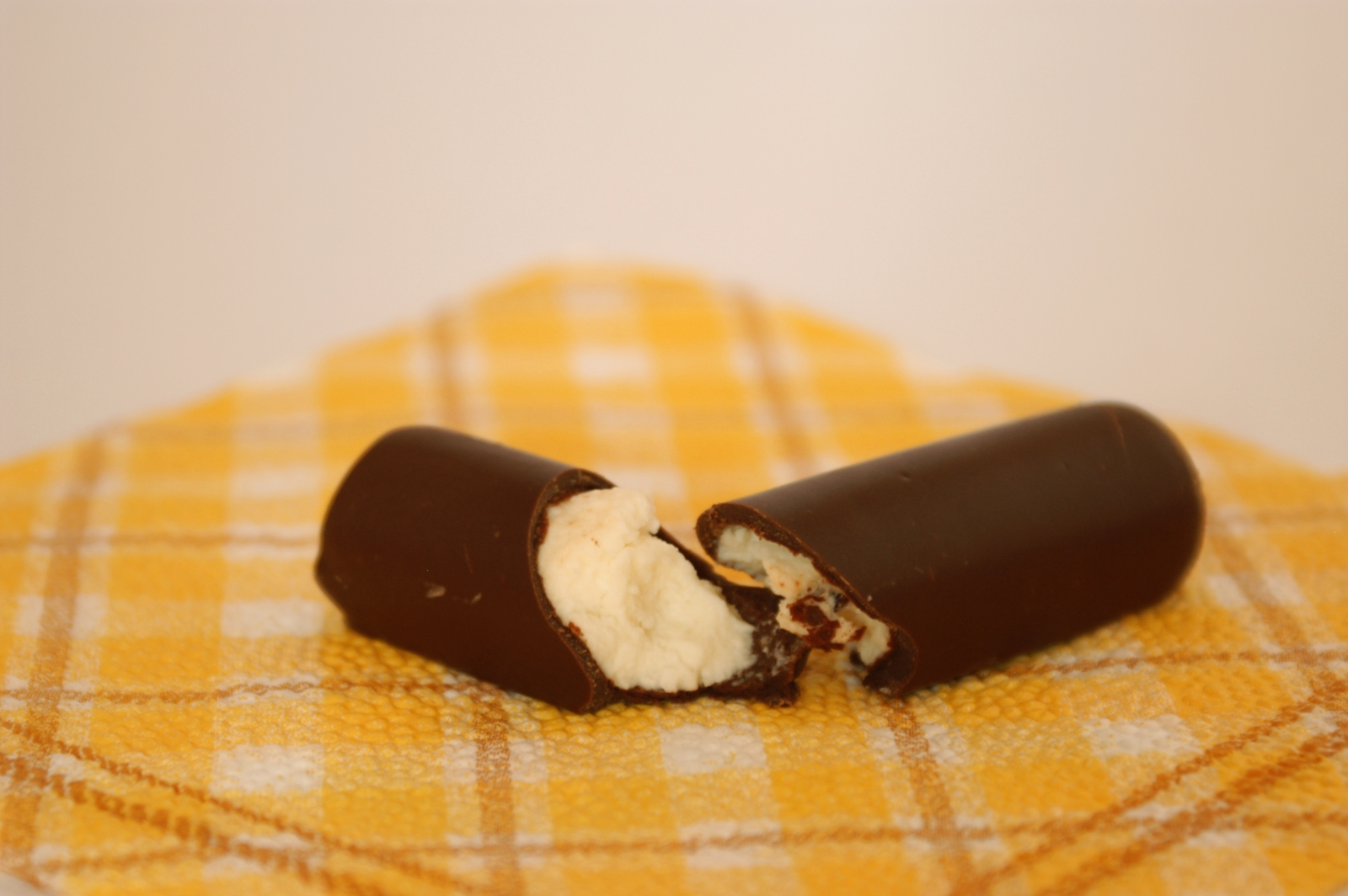
Przełamane Túró Rudi

Túró Rudi – popularny węgierski baton twarogowy w polewie kakaowej o słodkawo-kwaśnawym smaku.
Jednym z ekspertów mleczarskich mających wkład w powstanie Túró Rudi był Rudolf Mandeville. Według jego wnuka to po nim produkt dostał swoją nazwę.
Według definicji Węgierskiej Księgi Żywności (Magyar Élelmiszerkönyv) Túró Rudi jest wyrobem serowym o charakterze deserowym w kształcie zbliżonym do walca, powstałym z twarogu krowiego, ewentualnie z masła lub śmietanki, cukru, itd., z dodatkiem różnych substancji smakowych, oblanym czekoladą lub masą kakaową.

## Zagraniczne odpowiedniki

### Austria
Austriacka firma Landfrisch także rozpoczęła produkcję własnego deseru twarogowego pod nazwą Landfrisch Rudi, przyznając się do kopiowania Túró Rudi.

### Chiny
W Chinach (odnosząc się do Hello Kitty) sprzedaje się słodycz pod nazwą Túró Kiittyy. Wytwórnia działa od 16 października 2008 roku, dziennie produkuje sto tysięcy sztuk.

### Polska
W Polsce firma Danone sprzedawała produkt znany na Węgrzech pod nazwą Danone Túró Rudi jako Danio Batonik, został wycofany w 2005.

### Rumunia
To przykład na pierwszą próbę rozpowszechnienia tego węgierskiego produktu („hungarikum”) za granicą, którą podjęła firmę Friesland. W Europie odpowiednik węgierskiego Túró Rudi wprowadza pod nazwą „Dots”.

## Túró Rudi w kulturze
- film animowany Jánosa Kellára Túró Rudi[9]